# Fuga na wiolonczelę, trąbkę i pejzaż
Fuga na wiolonczelę, trąbkę i pejzaż – polski film animowany z 2014 roku w reżyserii Jerzego Kuci, na podstawie scenariusza napisanego wraz z Aleksandrą Kucią. Jest to krótkometrażowa poetycka animacja, która przedstawia pejzaż stanowiący kolaż muzyki, obrazu i wspomnień ludzkich. Fuga, powstała 14 lat po poprzednim dziele reżysera (Strojenie instrumentów, 2014), zdobyła wiele nagród w Polsce i za granicą. Jury Międzynarodowego Festiwalu Filmów Animowanych „Animator” nazwało Fugę „jednym z najlepszych przykładów pół-abstrakcyjnej animacji, jaką kiedykolwiek stworzono”.

## Produkcja
Fuga na wiolonczelę, trąbkę i pejzaż została stworzona w autorskim studiu Jerzego Kuci. W tworzeniu muzyki do filmu uczestniczyło dwóch twórców: Maciej Jabłoński (na zaawansowanym etapie prac musiał zrezygnować) i Michał Jacaszek, który musiał dopasować się do stylu poprzednika.

## Nagrody
| Rok  | Festiwal                                                         | Nagroda                                                           | Nominowani                       | Wynik   |
| ---- | ---------------------------------------------------------------- | ----------------------------------------------------------------- | -------------------------------- | ------- |
| 2014 | Krakowski Festiwal Filmowy                                       | Zloty Smok                                                        | Jerzy Kucia                      | Wygrana |
| 2014 | Międzynarodowy Festiwal Filmów Animowanych w Hiroszimie          | Nagroda Specjalna Jury                                            | Jerzy Kucia                      | Wygrana |
| 2014 | Międzynarodowy Festiwal Filmowy "Etiuda & Anima"                 | Srebrny Jabberwocky                                               | Jerzy Kucia                      | Wygrana |
| 2014 | Les Sommets du Cinema d'Animation w Montrealu                    | Nagroda Publiczności                                              | Jerzy Kucia                      | Wygrana |
| 2015 | Dresden Filmfest                                                 | "Złoty Jeździec" dla najlepszej animacji                          | Jerzy Kucia                      | Wygrana |
| 2015 | Międzynarodowy Festiwal Filmów Animowanych "AniFilm" w Trzeboni  | Nagroda dla najlepszego filmu nienarracyjnego i eksperymentalnego | Jerzy Kucia                      | Wygrana |
| 2015 | Międzynarodowy Festiwal Filmów Animowanych "Animator" w Poznaniu | Złoty Pegaz                                                       | Jerzy Kucia                      | Wygrana |
| 2015 | Be There! Corfu Animation Film Festival                          | Grand Prix                                                        | Jerzy Kucia                      | Wygrana |
| 2015 | Be There! Corfu Animation Film Festival                          | Nagroda za muzykę w filmie krótkometrażowym                       | Maciej Jabłoński Michał Jacaszek | Wygrana |